# Павліський Ярослав Михайлович
Ярослав Михайлович Павліський (12 червня 1948) — радянський футболіст, що грав на позиції захисника. Відомий за виступами у складі «Спартак» з Івано-Франківська, у складі якого за неповними даними зіграв 227 матчів в чемпіонатах СРСР у класі «Б», другій та першій лізі СРСР. Чемпіон УРСР 1969 і 1972 років. Після завершення кар'єри футболіста — український футбольний тренер.

## Клубна кар'єра
Ярослав Павліський народився в селі Угринів неподалік Івано-Франківська, та розпочав займатися футболом під час навчання у рідному селі, пізніше продовжив займатися футболом у івано-франківський школі-інтернаті. У 1967 році Павліський розпочав виступи в команді класу «Б» «Спартак» з Івано-Франківська. За два роки у складі команди він став чемпіоном УРСР у класі «Б». У 1970 році протягом року грав за іншу команду класу «Б» «Шахтар» з міста Красний Луч. У 1971 році повернувся до «Спартака», який виступав у новоствореній другій лізі, й наступного року івано-франківська команда стає переможцем зонального турніру другої ліги, що на той час вважався чемпіонатом УРСР, і у перехідних матчах проти ризької «Даугави» здобула путівку до першої ліги. У 1973—1974 роках Ярослав Павліський грав у складі «Спартака» вже у першій лізі. З 1975 до 1979 року грав у складі аматорської івано-франківської команди «Електрон», після чого остаточно завершив виступи на футбольних полях.

## Після закінчення кар'єри футболіста
У 1980 році Ярослав Павліський очолив аматорський клуб «Карпати» з селища Брошнів-Осада, який вивів у першу групу обласної першості. У 1991 році запрошений на роботу викладачем фізичного виховання в Бережанському агротехнічному коледжі, паралельно очолював також команду перехідної української ліги «Лисоня» з Бережан. Після виходу на пенсію працював вчителем фізкультури у школах Тисменицького району та паралельно тренером з футболу Тисменицької ДЮСШ.

## Особисте життя
Братом Ярослава Павліського є Василь Павліський, який також тривалий час грав за «Спартак» зі Івано-Франківська, а пізніше тривалий час очолював Бережанський агротехнічний інститут.

## Досягнення
- Переможець Чемпіонату УРСР з футболу 1969 в класі «Б».
- Переможець Чемпіонату УРСР з футболу 1972, що проводився у рамках турніру в першій зоні другої ліги СРСР.